# Anisostachya elytraria
Anisostachya elytraria là một loài thực vật có hoa trong họ Ô rô. Loài này được (Lindau) Benoist mô tả khoa học đầu tiên năm 1963.